# 耶律迭里特
耶律迭里特（？—913年），辽朝医学家，字海邻，契丹族。辽太祖耶律阿保机族弟，于越耶律辖底子。
耶律迭里特身手矫健，骑射高超，膂力过人，被阿保机誉为“万人敌”。阿保机即位前，即与之交好；耶律阿保机即位后，授迭剌部夷离堇（军事将领）。耶律迭里特医术高超，史称其：“视人疾，若隔纱睹物，莫不悉见。”阿保机患心痛，召耶律迭里特视疾，他说膏肓有瘀血如弹丸，药石不能及，需用针灸。针刺后，阿保机吐出瘀血，疼止病除。阿保机给他厚礼。后梁乾化三年（913年），因随父亲参预耶律剌葛谋夺王位，事情失败，他与父亲同时被缢死。